# HMS Royal Sovereign (05)
O HMS Royal Sovereign foi um couraçado operado pela Marinha Real Britânica e a segunda embarcação da Classe Revenge, depois do HMS Revenge, e seguido pelo HMS Royal Oak, HMS Resolution e HMS Ramillies. Sua construção começou em meados de janeiro de 1914 no Estaleiro Real de Portsmouth e foi lançado ao mar no final de abril de 1915, sendo comissionado na frota britânica em maio de 1916. Era armado com uma bateria principal composta por oito canhões de 381 milímetros montados em quatro torres de artilharia duplas, possuía um deslocamento de mais de 31 mil toneladas e conseguia alcançar uma velocidade máxima de pouco mais de 21 nós (39 quilômetros por hora).
O Royal Sovereign entrou em serviço no meio da Primeira Guerra Mundial e foi designado para a Grande Frota, porém nunca entrou em combate. Suas principais atividades consistiram em surtidas fracassadas para tentar encontrar a Frota de Alto-Mar alemã. Após a guerra o navio serviu primeiro na Frota do Atlântico, sendo transferido então em 1929 para a Frota do Mediterrâneo e ficando baseado em Malta. O Royal Sovereign foi designado para funções de escolta de comboios no Oceano Atlântico quando a Segunda Guerra Mundial começou, sendo transferido em maio de 1940 para o Mar Mediterrâneo, onde escoltou mais comboios e também participou da Batalha da Calábria em julho.
Foi originalmente planejado transferi-lo em 1942 para a Frota Oriental no Ceilão, porém ataques japoneses na área fizeram a Marinha Real colocá-lo para atuar na África Oriental, passando os dois anos seguintes escoltado comboios no Oceano Índico. Ele foi emprestado para a União Soviética em maio de 1944 enquanto os soviéticos esperavam por reparações de guerra da Itália. Foi renomeado para Arkhangelsk e comissionado em agosto, passando o restante da guerra escoltando comboios pelo Mar Ártico até Kola. O navio permaneceu de posse dos soviéticos até fevereiro de 1949, quando foi devolvido aos britânicos. O Royal Sovereign estava em péssimas condições e foi logo desmontado.

## Características

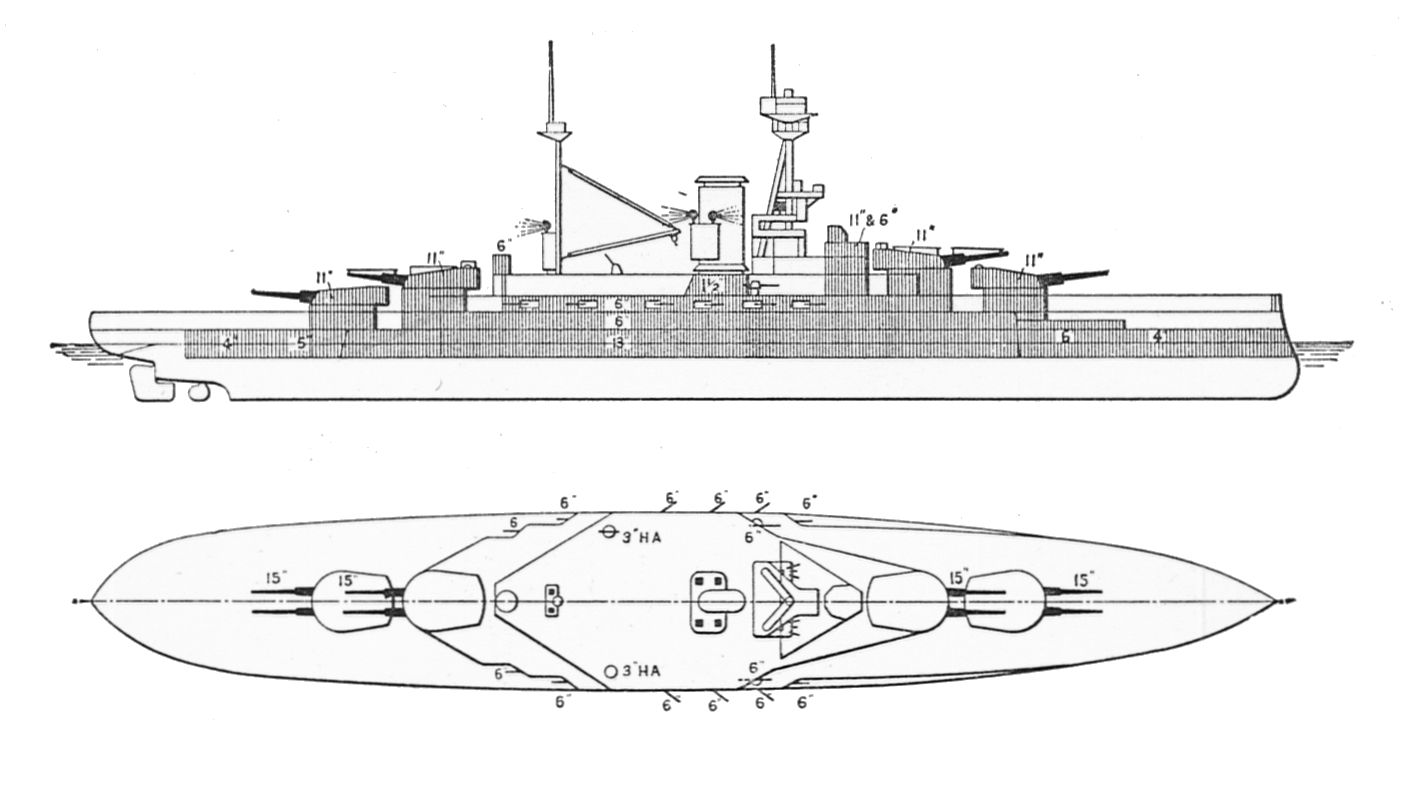
Desenho da Classe Revenge

O Royal Sovereign tinha 189,2 metros de comprimento de fora a fora, uma boca de 27 metros e um calado de 10,2 metros. Seu deslocamento projetado era de 28 240 toneladas, enquanto o deslocamento carregado chegava em 31 630 toneladas. Seu sistema de propulsão consistia em dois conjuntos de turbinas a vapor Parsons que usavam o vapor produzido por dezoito caldeiras Babcock & Wilcox a óleo combustível. O sistema tinha uma potência indicada de 40,8 mil cavalos-vapor (trinta mil quilowatts), suficiente para alcançar uma velocidade máxima de 21 nós (38,9 quilômetros por hora). Sua autonomia era de sete mil milhas náuticas (treze mil quilômetros) navegando a uma velocidade de cruzeiro de dez nós (18,5 quilômetros por hora). Sua tripulação consistia em 1 240 oficiais e marinheiros.
O armamento principal era composto por oito canhões BL Marco I de 381 milímetros em quatro torres de artilharia duplas, duas sobrepostas à vante e duas sobrepostas à ré. A bateria secundária tinha catorze canhões BL Marco XII de 152 milímetros, doze em casamatas à meia-nau nas laterais e dois no convés superior protegidos por escudos. Também haviam quatro canhões Hotchkiss de 47 milímetros. A bateria antiaérea era formada por dois canhões de disparo rápido Marco I de 76 milímetros. O armamento era finalizado por quatro tubos de torpedo de 533 milímetros submersos, dois em cada lateral. O cinturão principal de blindagem tinha entre 102 e 330 milímetros de espessura, sendo fechado em cada extremidade por anteparas transversais de 102 a 152 milímetros. Tinha vários conveses blindados cujas espessuras variavam de 25 a 102 milímetros. As torres de artilharia tinham laterais e frentes com 279 a 330 milímetros e tetos de 121 a 127 milímetros. A torre de comando tinha laterais de 330 milímetros e teto de 76 milímetros.

### Modificações
Os canhões de 75 milímetros foram removidos entre agosto e setembro de 1924 e substituídos por dois canhões Marco V de 102 milímetros. Os canhões de 152 milímetros no convés superior foram removidos entre 1925 e 1926 em favor de mais quatro armas antiaéreas de 102 milímetros. Estes canhões foram todos substituídos em 1937 e 1938 por oito armas de mesmo tamanho do modelo Marco XVI, instaladas em quatro montagens duplas. Dezesseis canhões de 40 milímetros em duas montagens de oito canos foram adicionadas nas laterais da chaminé em 1932, com outras duas montagens quádruplas sendo adicionadas em 1943 no alto da segunda e terceira torres de artilharia. Dois tubos de torpedo foram removidos em 1932, enquanto os dois restantes foram removidos nas reformas de 1937 e 1938.
Um telêmetro de 9,1 metros substituiu o telêmetro original de 4,6 metros da terceira torre de artilharia em 1919, enquanto outro telêmetro maior foi instalado na segunda torre em 1921 e 1922. Um telêmetro de alta angulação foi adicionado acima da ponte de comando na mesma época. Um diretório de sistema de controle de ângulo elevado Marco I substituiu o telêmetro original da gávea em 1931. Duas posições de controle de disparo para os canhões de 40 milímetros foram adicionados em 1932 em plataformas ao lado e abaixo do diretório de controle de disparo na gávea. O diretório Marco I foi substituído por um Marco III em 1937 e 1938, enquanto outro foi adicionado mais à ré. Um radar de aviso aéreo Tipo 279, um radar de varredura de superfície Tipo 273, um radar de artilharia Tipo 284 e dois radares de artilharia antiaérea Tipo 285 foram instalados em 1942. O radar Tipo 284 foi substituído em setembro de 1943 pelo melhorado Tipo 284B, enquanto dois radares Tipo 282 foram adicionados às armas de 40 milímetros.
Uma camada de 25 milímetros de aço alta resistência foi adicionada ao convés principal sobre os depósitos de munição depois da Batalha da Jutlândia em 1916, com mais equipamentos antiflash sendo adicionados nos depósitos de munição para impedir detonações acidentais dos projéteis. Os escudos dos canhões de 152 milímetros no convés superior foram substituídos em 1918 por casamatas blindadas. No mesmo ano o navio recebeu duas plataformas de lançamento de hidroaviões, colocadas uma em cada teto da segunda e terceira torres de artilharia. Estas plataformas foram removidas em 1932 e uma catapulta de lançamento instalada no tombadilho junto com um guindaste para recuperar os hidroaviões. Catapulta e guindaste foram removidos cinco anos depois. O Royal Sovereign foi equipado em 1921 com protuberâncias antitorpedo que cobriam as laterais do casco entre a primeira e quarta barbetas. Estas protuberâncias eram divididas em um compartimento estanque inferior e um compartimento superior preenchido com "tubos de trituração" que tinham a intenção de absorver e distribuir a força de uma explosão. O espaço entre os tubos era preenchido por madeira e cimento.

## História

### Primeira Guerra

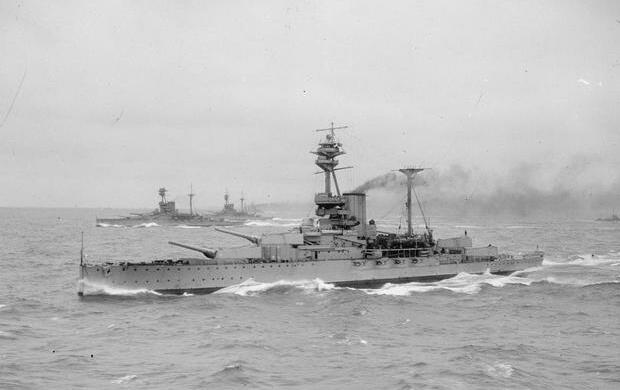
O Royal Sovereign junto com seus irmãos Resolution e Revenge durante a Primeira Guerra Mundial

O batimento de quilha do Royal Sovereign ocorreu em 15 de janeiro de 1914 no Estaleiro Real de Portsmouth. Foi lançado ao mar em 29 de abril de 1915 e comissionado em maio de 1916. O navio estava na base de Scapa Flow no dia 30 de maio quando a Grande Frota recebeu ordens de partir a fim de interceptar a Frota de Alto-Mar alemã. Entretanto, o almirante sir John Jellicoe, o comandante da Grande Frota, não levou o Royal Sovereign junto porque sua tripulação era muito inexperiente, fazendo com que a embarcação não participasse da Batalha da Jutlândia travada no dia seguinte. O couraçado foi preparado para o serviço o mais rápido possível pelos meses seguinte com o objetivo de aumentar ainda mais a superioridade numérica britânica sobre os alemães.
A Grande Frota fez uma outra surtida em 18 de agosto para tentar emboscar a Frota de Alto-Mar enquanto esta navegava pelo sul do Mar do Norte, porém uma série de falhas de comunicação e erros durante uma ação no dia seguinte impediram que Jellicoe interceptasse os alemães antes que eles retornassem para o porto. Dois cruzadores rápidos foram afundados por submarinos alemães, fazendo Jellicoe decidir que não valia a pena arriscar as principais unidades de sua frota muito ao norte devido ao grande número de submarinos e minas navais alemãs. O Almirantado Britânico concordou e estipulou que a Grande Frota não faria surtidas a menos que a Frota de Alto-Mar estivesse tentando uma invasão do Reino Unido ou que houvesse uma grande possibilidade de um confronto poderia sob condições adequadas.
A Frota de Alto-Mar fez outra surtida em abril de 1918 a fim de atacar um comboio britânico que estava seguindo para a Noruega. Os alemães aplicaram um estrito silêncio no rádio, o que impediu que os criptoanalistas britânicos avisassem a Grande Frota sobre a partida. Os britânicos só descobriram a operação quando um acidente a bordo do cruzador de batalha SMS Moltke o forçou a quebrar o silêncio no rádio para avisar sobre sua condição. A Grande Frota partiu imediatamente para interceptar os alemães, mas não conseguiram alcançar a Frota de Alto-Mar antes desta retornar para a Alemanha. Esta foi a última vez que o Royal Sovereign e a Grande Frota partiram para o mar pelo restante da guerra. A guerra terminou no início de novembro e no dia 21 os couraçados britânicos escoltaram a frota alemã rendida para ser internada em Scapa Flow.

### Entreguerras
O destacamento de Fuzileiros Reais designado ao Royal Sovereign desembarcou em 21 de junho de 1919 para realizar exercícios. O navio enquanto isso foi para uma doca seca em Invergordon em setembro. A desmobilização do pós-guerra fez com que aproximadamente quinhentos tripulantes deixassem a embarcação enquanto ela estava na doca seca. Voltou ao serviço no final do ano e foi designado para a 1ª Esquadra de Batalha da Frota do Atlântico. Conflitos na Grécia e no Império Otomano fizeram a Marinha Real Britânica empregar uma força no Mar Mediterrâneo. O Royal Sovereign e seu irmão HMS Resolution foram para a região até Malta. O couraçado posteriormente visitou a capital otomana de Constantinopla junto com outros navios britânicos e embarcou refugiados Brancos que estavam fugindo do Exército Vermelho durante a Guerra Civil Russa.
O Tratado Naval de Washington de 1922 reduziu a força de couraçados da Marinha Real de quarenta para quinze. Os navios que permaneceram na ativa foram divididos entre o Mediterrâneo e o Oceano Atlântico e realizavam operações conjuntas anualmente. O Royal Sovereign permaneceu na Frota do Atlântico até 1926. Ele foi colocado na reserva em 4 de outubro de 1927 para poder passar por uma grande reforma. Quatro telêmetros novos e oito holofotes foram instalados. Os trabalhos terminaram em 15 de maio de 1929 e o navio foi designado para a 1ª Esquadra de Batalha da Frota do Mediterrâneo. Esta esquadra também tinha seus irmãos Resolution e HMS Revenge, mais o HMS Queen Elizabeth, sendo baseada em Malta. Os cinco couraçados da Classe Queen Elizabeth passaram por modernizações na década de 1930, porém os membros da Classe Revenge não passaram por modernizações tão amplas quanto por serem menores e mais lentos. As únicas mudanças foram aprimoramentos nas suas baterias antiaéreas.
Os exercícios de frota em 1934 foram realizados no Golfo de Biscaia, seguidos para uma regata na Baía de Navarino próxima da Grécia. O Royal Sovereign voltou para casa no ano seguinte para participar da revista de frota durante as celebrações do jubileu de prata do rei Jorge V. O couraçado foi transferido para a 2ª Esquadra de Batalha da Frota do Atlântico em agosto, servindo como a capitânia do contra-almirante Charles Ramsey. Depois disso atuou como navio-escola até 2 de junho de 1937, quando foi novamente colocado na reserva para passar por reformas. Estas duraram até 18 de fevereiro de 1938, retornando então para a 2ª Esquadra de Batalha. O rei Jorge VI fez uma visita de estado ao Canadá em 1939, com o Royal Sovereign junto do resto da frota o escoltando até o meio do Atlântico e depois o encontrando para a viagem de volta.
O Almirantado considerou planos no início de 1939 para enviar a Classe Revenge para a Ásia com o objetivo de conter o expansionismo do Japão. A racionalidade era que a então estabelecida "Estratégia de Singapura", em que uma frota seria formada no Reino Unido para ser enviada a fim de enfrentar um ataque japonês, era arriscada pela demora da viagem. Foi argumentado que uma frota de batalha dedicada permitiria uma reação mais rápida. Entretanto, o plano foi abandonado porque os novos couraçados da Classe King George V só entrariam em serviço a partir de 1941. A Marinha Real começou a se concentrar em bases de guerra nas últimas semanas de agosto de 1939 enquanto as tensões com a Alemanha cresciam. O Royal Sovereign foi para Invergordon, onde se juntou aos seus irmãos Resolution e HMS Royal Oak, o couraçado HMS Rodney e o cruzador de batalha HMS Repulse. O couraçado HMS Nelson, a capitânia do almirante Charles Forbes, o comandante da Frota Doméstica, juntou-se aos outros navios no dia 31.

### Segunda Guerra

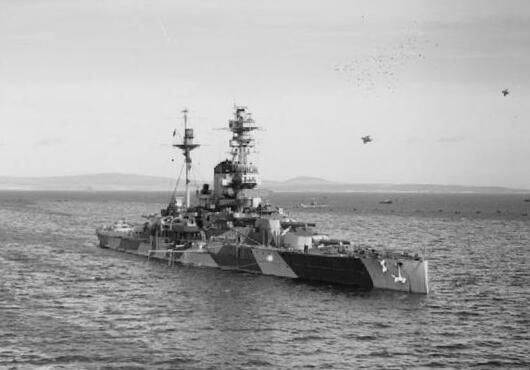
O Royal Sovereign em Scapa Flow durante a Segunda Guerra Mundial

No mesmo dia 31, um dia antes da Alemanha invadir a Polônia, o Royal Sovereign foi designado para uma força de escolta no espaço entre o Reino Unido, Islândia e Groelândia com o objetivo de patrulhar a área em busca de navios mercantes alemães que poderiam estar tentando voltar para casa. O couraçado foi designado para a 2ª Esquadra de Batalha da Frota Doméstica depois do início da Segunda Guerra Mundial. Foi colocado na Força de Escolta do Atlântico Norte baseada em Halifax, no Canadá, sendo encarregado de proteger comboios que seguiam para o Reino Unido. Voltou então para Plymouth e passou por uma pequena reforma. Foi transferido em maio de 1940 para a Frota do Mediterrâneo. Esta ficava baseada em Alexandria e também tinha os couraçados HMS Warspite, HMS Valiant e HMS Malaya, sendo comandada pelo almirante sir Andrew Cunningham. O Royal Sovereign e seu irmão HMS Ramillies escoltaram dois comboios de Alexandria para Malta entre 25 e 27 de junho. Reconhecimento aéreo localizou no dia 28 dois contratorpedeiros italianos próximos de Zacinto, com o vice-almirante John Tovey levou uma força para interceptá-los, mas deixou o Royal Sovereign para trás por ser muito lento. Cunningham depois disso dividiu seus couraçados em três grupos, com o Royal Sovereign ficando no Grupo C junto com o Malaya. O navio esteve presente em 18 de julho na Batalha da Calábria, porém sua baixa velocidade impediu que enfrentasse os couraçados italianos, com o Warspite sendo o alvo dos ataques enquanto o Royal Sovereign e o Malaya ficavam para trás.
O couraçado foi atacado pelo submarino italiano Galileo Ferraris em agosto no Mar Vermelho, porém não foi acertado. Ele retornou para deveres de escolta no Atlântico no final do mês. Desempenhou esta função até agosto de 1941, quando foi passar por manutenção em Norfolk, nos Estados Unidos. O Almirantado tinha decidido em maio enviar uma força poderosa para ficar baseada Singapura a fim de conter qualquer tentativa japonesa de invadir as colônias britânicas do Sudeste Asiático. O Royal Sovereign foi designado para essa força junto com o Revenge, Resolution e Ramillies. A unidade deveria reunir-se em Singapura em março de 1942, porém o Royal Sovereign chegou na região mais cedo. O navio, o cruzador pesado HMS Cornwall mais várias embarcações menores escoltaram no início de março o comboio SU.1, composto por doze navios de transporte de tropas levando dez mil soldados. O comboio deixou Colombo, no Ceilão, em 1º de março e chegou sem incidentes em Fremantle, na Austrália, no dia 15.

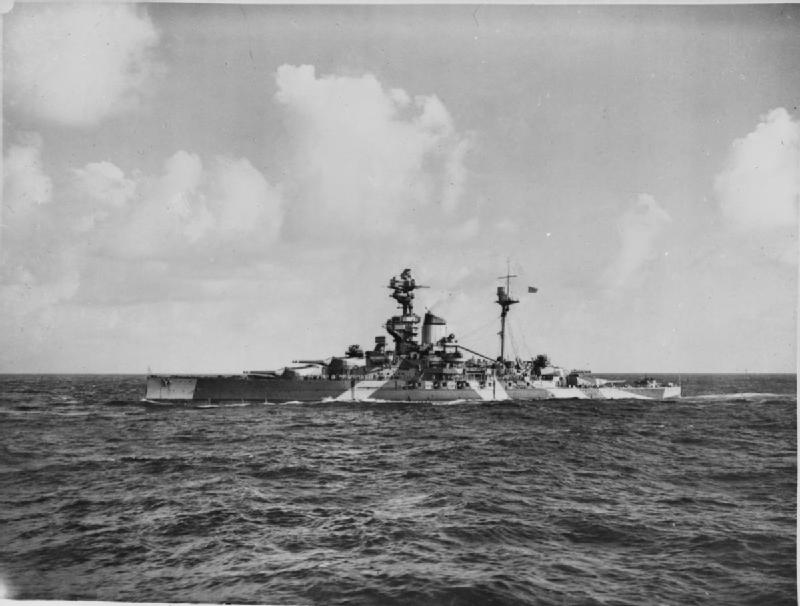
O Royal Sovereign no Oceano Índico durante a Segunda Guerra Mundial

A Frota Oriental foi formada no final de março, ficando sob o comando do almirante sir James Somerville. A frota era formada por dois porta-aviões, o antigo porta-aviões HMS Hermes, cinco couraçados, sete cruzadores e dezesseis contratorpedeiros. Apesar da força numérica da Frota Oriental, muitas das suas unidades, incluindo os couraçados da Classe Revenge, não eram mais navios de primeira linha. A 1ª Frota Aérea japonesa, composta por seis porta-aviões e quatro couraçados rápidos, era significativamente mais forte que a Frota Oriental. Consequentemente, apenas o modernizado Warspite podia operar com os porta-aviões mais novos, enquanto o Royal Sovereign, seus irmãos e o Hermes foram mantidos longe do combate apenas para escoltarem comboios pelo Oceano Índico.
Criptoanalistas informaram Somerville que os japoneses estavam planejando uma grande incursão no Oceano Índico para atacarem Colombo e Trincomalee e destruírem a frota britânica. Ele dividiu seus navios em dois grupos: a Força A com os dois porta-aviões mais novos, o Warspite e quatro cruzadores, e a Força B com o Royal Sovereign, seus irmãos e o Hermes. A intenção era emboscar os japoneses à noite, o único método que ele acreditava que lhe daria vitória. Os britânicos ficaram três dias procurando os japoneses sem sucesso, assim Somerville decidiu reabastecer no Atol Addu. Enquanto isso ocorria, chegaram relatórios de que os japoneses estavam se aproximando de Colombo, que foi atacada em 5 de abril. Eles então seguiram para Trincomalee e a atacaram no dia 9.
Somerville enviou o Royal Sovereign e seus irmãos para Mombaça, no Quênia, onde poderiam proteger rotas comerciais no Oriente Médio e no Golfo Pérsico. Os quatro couraçados deixaram Addu na manhã de 9 de abril, permanecendo em Mombaça até setembro de 1943. O Royal Sovereign passou por outro período de manutenção nos Estados Unidos no final de 1942, desta vez na Filadélfia. Durante esta estadia na doca seca a blindagem de seu convés foi aumentada em 51 milímetros, enquanto quatro de seus canhões de 152 milímetros foram removidos. A embarcação voltou para os Estados Unidos para outra grande reforma na Filadélfia entre março e setembro de 1943. Ele em seguida retornou para o Índico e retomou seus deveres de patrulha. Deixou a região em janeiro de 1944 e voltou para o Reino Unido.

#### Serviço soviético

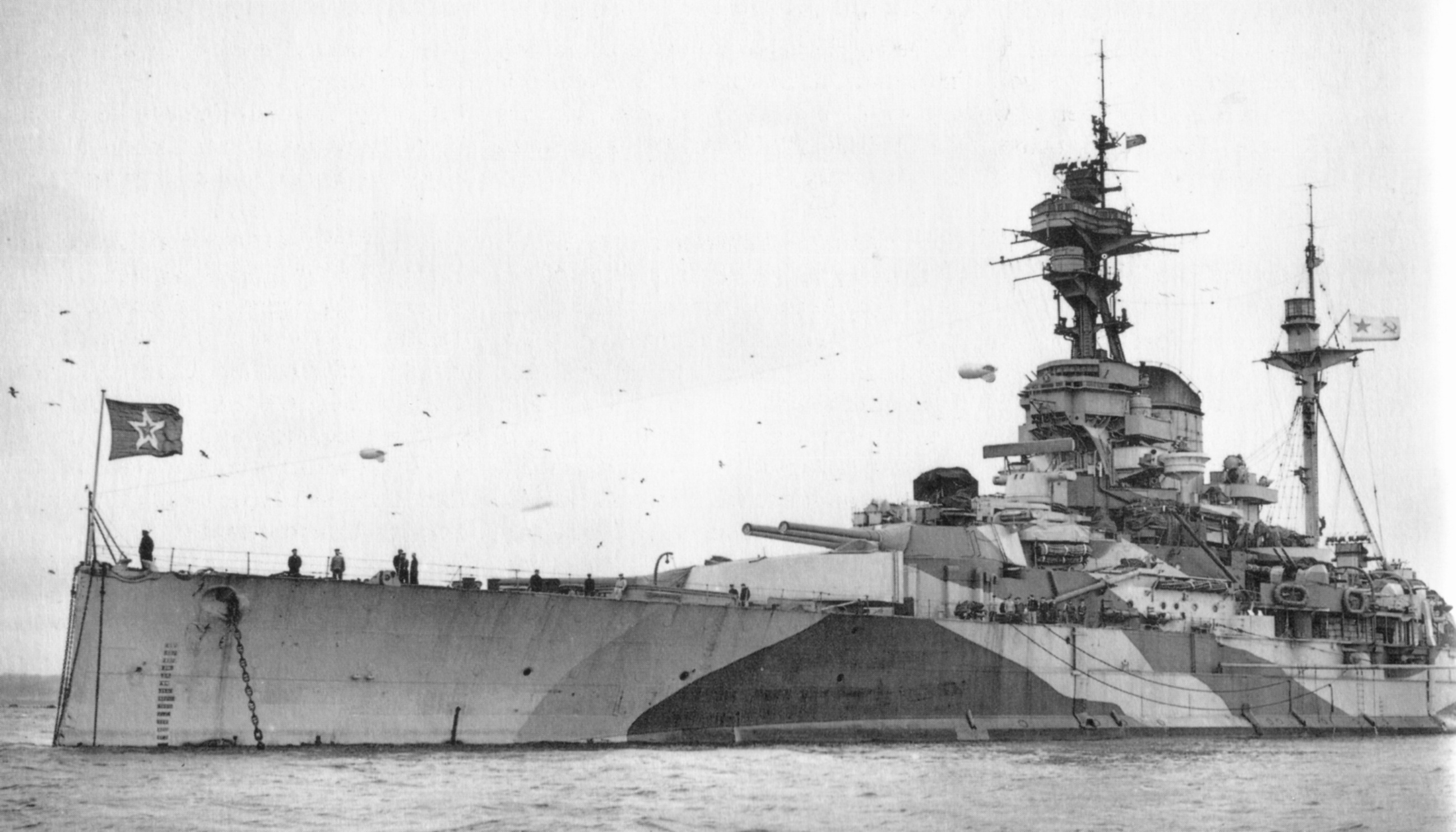
O Arkhangelsk em 30 de maio de 1944

O Royal Sovereign foi para Scapa Flow. Foi transferido como empréstimo para a Frota Naval Militar Soviética em 30 de maio de 1944 enquanto a União Soviética não recebia reparações de guerra da Itália, sendo renomeado para Arkhangelsk (Архангельск). Deixou o Reino Unido em 17 de agosto como parte da escolta do Comboio JW 59. Seis dias depois, o comboio foi atacado no meio do caminho pelo submarino U-711, com seu oficial comandante incorretamente relatando acertos no Arkhangelsk e em um contratorpedeiro. Na realidade os torpedos havia explodido prematuramente. Os alemães lançaram vários ataques de submarinos contra o couraçado enquanto estava ancorado em Kola por acreditarem que ele havia sido incapacitado. Redes antitorpedo o protegerem e todos os ataques falharam. Os alemães então planejaram usar seis minissubmarinos Biber para atacar o navio, porém falhas mecânicas os forçaram a cancelar a operação. Independentemente disso, o Arkhangelsk já tinha partido de Kola para patrulhar o Mar Branco. Uma tripulação soviética comissionou a embarcação em 29 de agosto em Polyarny, tornando-se o maior navio operado pela Frota Naval Militar durante a guerra. Foi feito a capitânia do almirante Gordei Levchenko e ficou encarregado de encontrar comboios Aliados no Mar Ártico e os escoltá-los até Kola.
O Arkhangelsk encalhou no Mar Branco no final de 1947, porém não se sabe a extensão dos danos, se houve algum. A Frota Naval Militar devolveu o navio para a Marinha Real em 4 de fevereiro de 1949, mesmo dia que recebeu o couraçado italiano Giulio Cesare como prêmio de guerra. Os soviéticos inicialmente tentaram evitar devolver a embarcação, afirmando que ela não estava com uma condição de navegabilidade boa o suficiente para fazer a viagem de volta ao Reino Unido. Entretanto, a Frota Naval Militar concordou em devolvê-lo em janeiro depois que o couraçado passou por uma inspeção de um oficial da Marinha Real. O Royal Sovereign foi levado para Rosyth, onde foi minuciosamente inspecionado, com a Marinha Real descobrindo que boa parte de seus equipamentos estavam quebrados e inoperantes. Os inspetores chegaram a concluir que as torres de artilharia principais nunca tinham sido giradas enquanto o couraçado esteve em serviço soviético, estando travadas na linha central. O navio estava em péssimas condições e foi vendido para desmontagem. Foi rebocado para a Thos. W. Ward em Inverkeithing em 18 de maio e desmontado. Os mecanismos de elevação de seus canhões principais foram reciclados e depois usados na construção do radiotelescópio Marco I de 76 metros, construído entre 1955 e 1957 no Observatório de Jodrell Bank.